# Lettre à Gemlich
La lettre d'Adolf Hitler à Gemlich fait référence à une lettre écrite par Adolf Hitler à la demande de Karl Mayr et adressée à Adolf Gemlich, un soldat de l'armée allemande.
La lettre, écrite en 1919 en réponse à une demande de clarification sur la question juive, est considérée comme le premier écrit antisémite connu d'Hitler, et le premier texte politique d'Hitler, s'inscrivant donc comme trace majeure de la constitution de l'idéologie d'Adolf Hitler.
Parce que la lettre est la première trace des opinions antisémites d'Hitler et parce qu'elle est un témoignage de son entrée en politique au lendemain de la Première Guerre mondiale, elle est considérée comme un document important dans les travaux portant sur le Shoah.

## Contenu
Dans la lettre, Hitler soutient que l'antisémitisme doit être fondé sur des faits (liés à la pensée raciste qui se prétend scientifique) et non sur des superstitions, et que les Juifs sont une race et non un groupe religieux.

« [...] Et même la foi mosaïque [juive], quelle que soit son importance pour la préservation de cette race, ne peut être exclusivement déterminante pour la question d’être Juif ou non-Juif. Il n’y a guère de race dont les membres appartiennent tous à une religion particulière. Au cours de mille ans de consanguinité, souvent pratiquée dans le cercle le plus étroit, le Juif a généralement conservé sa race et ses caractéristiques plus nettement que les nombreux peuples parmi lesquels il vit. »

Hitler explique ensuite sa vision des Juifs, qu'il considère comme des manipulateurs, obsédés par l'argent, et sans scrupule. 

« Dans l’État autocratique, il [le Juif] pleurniche pour obtenir la faveur de sa « Majesté » le Prince et l’utilise comme une sangsue sur son peuple. Dans une démocratie, il lutte pour obtenir la faveur des masses, rampe devant la « Majesté du peuple » alors qu’il ne connaît que la majesté de l’argent. »

Hitler assimile les Juifs à la « tuberculose raciale des peuples ». En conséquence, il appelle à la mise en place d'un « antisémitisme rationnel » qui ne passerait pas par des pogroms ou des violences incontrôlées et chaotiques. Il souhaite plutôt un « antisémitisme de la raison doit conduire à la lutte juridique systématique et à l’élimination des privilèges que possède le Juif, par opposition aux autres étrangers vivant parmi nous (soumis, eux, à la législation sur les étrangers). Alors, son objectif ultime doit être l’élimination sans compromis des Juifs. Seul un gouvernement animé d’une force nationale – et non un gouvernement impuissant – en est capable. ».

## Histoire
Hitler, resté dans l'armée allemande après la Première Guerre mondiale, revient à Munich en septembre 1919. Affecté à une unité de renseignement et de propagande de la Reichswehr dirigée par Karl Mayr, Hitler reçoit l'ordre de rédiger une réponse à la question d'Adolf Gemlich sur la position de l'armée sur la question juive (Karl Mayr considère Hitler comme le plus apte à répondre sur le sujet). La réponse d'Hitler, datée du 16 septembre 1919, a été soit écrite par lui, soit dictée par lui et ensuite dactylographiée par un autre
.
On pense qu’il existe deux copies de la lettre. L'une se trouve aux archives de l'État bavarois à Munich, dactylographiée mais non signée. La seconde se trouve au Centre Simon Wiesenthal, également dactylographiée mais signée par Hitler. La deuxième version, aujourd'hui considérée comme l'originale, a été découverte dans des archives de Nuremberg par un soldat américain, William F. Ziegler, qui l'a apportée aux États-Unis, où elle a fini dans une collection privée. En 1990, Charles Hamilton, expert en écriture qui avait déjà travaillé sur des documents relatifs à Hitler (notamment son faux journal), a authentifié la signature sur la lettre et, en 2011, elle a été achetée par le Centre Simon Wiesenthal pour 150 000 $,. 